# Lista de conflitos em curso

Zonas do Mundo onde ocorrem atualmente conflitos armados (número de mortes no ano atual ou anterior):
10 000 ou mais
1 000–9 999
100–999
1–99

Esta é uma lista de conflitos armados em curso que ocorrem em vários lugares do mundo e que continuam resultando em vítimas fatais. Esta lista tem unicamente o propósito de identificar os conflitos nos dias atuais e o número de mortes associadas a cada um deles.

## Parâmetros da lista
Esta lista de conflitos armados em curso identifica os conflitos atuais e o número de mortos associado a cada conflito. As diretrizes de inclusão são as seguintes:
- Os conflitos armados consistem no uso da força armada entre dois ou mais grupos armados organizados, governamentais ou não governamentais.[1] Conflitos armados interestaduais, intraestaduais e não estatais estão listados.
  - Esta não é uma Lista de países por taxa de homicídio intencional, e a violência de gangues geralmente não é incluída, a menos que também haja envolvimento militar ou paramilitar significativos.
- Os números de fatalidades incluem mortes relacionadas a batalhas (militares e civis), bem como civis “intencionalmente almejados” pelas partes de um conflito armado. Estão incluídas no ano atual e no ano passado apenas as mortes diretas resultantes da violência; as mortes excedentes resultantes indiretamente de fome, doença ou interrupção de serviços são incluídas junto com mortes violentas na contagem cumulativa de fatalidades, quando disponível.
- Os conflitos listados têm pelo menos 100 mortes cumulativas no total e pelo menos 1 morte no civil atual ou passado.
- Os totais de fatalidades podem estar imprecisos ou indisponíveis devido à falta de informações. Um item com sinal de mais (+) indica que pelo menos tantas pessoas morreram (por exemplo, 455+ indica que pelo menos 455 pessoas morreram).
- Localização refere-se aos estados onde a violência principal ocorre, não às partes em conflito. O itálico indica territórios disputados e estados não-reconhecidos.
- Um disputa territorial ou um movimento  de protesto que não tenha resultado em mortes deliberadas e sistêmicas devido à violência estatal ou paramilitar não é considerado um conflito armado.

## Grandes guerras (10.000 ou mais mortes relacionadas a combate no ano atual ou no ano passado)
Os 5 conflitos na lista a seguir causaram pelo menos 10.000 mortes diretas e violentas por ano em batalhas entre grupos identificados, em um ano civil atual ou passado.
| Começo do conflito | Conflito | Continente | Localização      | Mortes cumulativas | 2022              | 2023            |
| ------------------ | --- | ---------- | ---------------- | ------------------ | ----------------- | --------------- |
| 1948               | Conflitos armados em Myanmar - Conflito Kachin - Conflito Karen - Conflito Ruainga - Guerra Civil de Mianmar | Ásia       | Myanmar          | 180.000 – 210.000  | 20.206            | 4.218           |
| 2014               | Guerra Russo-Ucraniana - Invasão da Ucrânia pela Rússia (2022–presente)                                      | Europa     | Ucrânia · Rússia | 61.829 – 321.040+  | 36.000 – 240.400+ | 12.151 – 66.440 |
| 2018               | Conflito civil etíope (2018–presente) - Confrontos Afar-Somali - Conflito Oromo                              | África     | Etiópia          | 395.000 – 800.000  | 6.641 – 105.900   | 510             |

## Guerras (1.000-9.999 mortes nos últimos anos)
| Início | Conflito | Local | Total de mortes        | Mortes em 2022 e 2023                    |
| ------ | --- | --- | ---------------------- | ---------------------------------------- |
| 1964   | Conflito armado na Colômbia - Crise de segurança no Equador de 2021-2022 | Colômbia · Venezuela · Equador                                                                                 | 453.000+               | 3.087 (2022) / 595 (2023)                |
| 1978   | Guerras Civis Afegãs - Conflitos fronteiriços entre Afeganistão e Paquistão - Conflito Talibã–Estado Islâmico no Afeganistão - Conflito de Panjshir                                    | Afeganistão · Paquistão                                                                                        | 1.453.000 – 2.584.468+ | 3.930 (2022) / 317 (2023)                |
| 1991   | Guerra Civil da Somália | Somália · Quênia                                                                                               | 513.000 – 1.000.000+   | 7.038 (2022) / 2.878 (2023)              |
| 1996   | Insurgência das Forças Aliadas Democráticas | República Democrática do Congo · Uganda                                                                        | 9.000+                 | 2.902 (2022) / 342 (2023)                |
| 1998   | Conflitos intercomunitários na Nigéria | Nigéria | 19.000+                | 1.900 (2022) / 630 (2023)                |
| 1999   | Conflito de Ituri | República Democrática do Congo                                                                                 | 65.000+                | 1.660 (2022) / 240 (2023)                |
| 2002   | Insurgência islâmica no Magrebe - Guerra do Sahel - Insurreição jihadista no Níger - Insurreição jihadista no Burquina Fasso - Insurreição jihadista na Tunísia - Guerra Civil do Mali | Burquina Fasso · Mali · Níger · Benim · Togo · Argélia · Tunísia · Chade · Costa do Marfim · Gana · Mauritânia | 35.000+                | 9.000 (2022) / 2.930 (2023)              |
| 2003   | Conflitos no Iraque - Insurgência jihadista no Iraque (2017–presente) | Iraque | 332.000 – 1.215.000+   | 4.491 (2022) / 490 (2023)                |
| 2004   | Guerra do Quivu | República Democrática do Congo · Ruanda · Burundi                                                              | 25.000+                | 2,438 (2022) / 617 (2023)                |
| 2006   | Guerra contra o narcotráfico no México | México | 69.000                 | 7,821 (2022) / 1.970 (2023)              |
| 2008   | Conflitos tribais sudaneses - Violência étnica no Sudão do Sul | Sudão · Sudão do Sul                                                                                           | 387.000 – 400.000+     | 1.900 (2022) / 473 (2023)                |
| 2009   | Insurgência islâmica na Nigéria - Violência religiosa na Nigéria | Nigéria · Camarões · Níger · Chade                                                                             | 368.000                | 6,800 (2022) / 1.180 (2023)              |
| 2011   | Guerra Civil Síria - Conflito no Curdistão sírio (2012–presente) - Intervenção militar russa na Guerra Civil Síria - Intervenção militar na Síria                                      | Síria | 505.000 – 610.000+     | 5.639 (2022) / 1.536 (2023)              |
| 2011   | Conflito bandoleiro na Nigéria | Nigéria | 14.000+                | 1.900 (2022) / 530 (2023)                |
| 2012   | Guerra Civil do Mali | Mali | 19.000+                | 4.793 (2022) / 970 (2023)                |
| 2014   | Guerra Civil Iemenita (2015–presente) - Insurreição jihadista no Iémen - Conflito fronteiriço saudita-iemenita - Intervenção militar no Iêmen (2015–presente)                          | Iémen · Arábia Saudita                                                                                         | 377.000                | 6.028 (2022) / 1.145 (2023)–5,099–31,048 |

## Conflitos menores (100-999 mortes nos últimos anos)
Existem muitos outros conflitos armados que atualmente causam um número menor de vítimas fatais por ano.
| Início | Conflito                                                                                          | Local                           | Mortes totais       | Mortes em 2022 e 2023         |
| ------ | ------------------------------------------------------------------------------------------------- | ------------------------------- | ------------------- | ----------------------------- |
| 1918   | Conflito curdo-iraniano                                                                           | Irã                             | 15.000 - 58.000     | 453 (2022) / 51 (2023)        |
| 1947   | Guerras indo-paquistanesas - Insurgência em Jamu e Caxemira                                       | Índia · Paquistão               | 200.000 - 2.000.000 | 360 (2022) / 115 (2023)       |
| 1948   | Conflito israelo-palestino                                                                        | Israel · Palestina              | 27.000              | 255 (2022) / 900 (2023)       |
| 1948   | Conflito no Baluchistão                                                                           | Paquistão · Irã                 | 20.800 – 21.000+    | 795 (2022) / 135 (2022)       |
| 1954   | Insurgência no nordeste da Índia - Movimento separatista do Assão - Conflito étnico em Nagalândia | Índia                           | 40.000              | 24 - 230 (2022) / 10 (2022)   |
| 1967   | Insurgência Naxalita                                                                              | Índia                           | 12.877 – 14.369+    | 101 - 395 (2022) / 120 (2023) |
| 1968   | Conflito Moro                                                                                     | Filipinas                       | 120.000 - 150.000   | 275 (2022) / 125 (2023)       |
| 1969   | Rebelião Comunista nas Filipinas                                                                  | Filipinas                       | 45.000 - 63.973     | 310 (2022) / 40 (2023)        |
| 1984   | Conflito curdo-turco                                                                              | Turquia · Iraque · Síria        | 55.000 – 60.000     | 370 (2022) / 43 (2023)        |
| 1988   | Conflito do Alto Carabaque - Crise fronteiriça entre Armênia e Azerbaijão em 2021–presente        | Armênia · Azerbaijão · Artsaque | 39.300 – 49.000+    | 300 (2022) / 18 (2023)        |
| 2004   | Guerra no Noroeste do Paquistão                                                                   | Paquistão                       | 46.000 – 61.549+    | 893 (2022) / 301 (2023)       |
| 2011   | Crise Líbia (2011–presente)                                                                       | Líbia                           | 30.000 – 43.000     | 171 (2022) / 7 (2023)         |
| 2011   | Insurgência no Sinai                                                                              | Egito                           | 6000–7,353+         | 269 (2022) / 4 (2023)         |
| 2012   | Guerra Civil na República Centro-Africana (2012–presente)                                         | República Centro-Africana       | 14.000+             | 829 (2022) / 125 (2023)       |
| 2016   | Insurgência no norte do Chade                                                                     | Chade                           | 644                 | 100 (2022) / 0 (2023)         |
| 2016   | Guerra contra o narcotráfico nas Filipinas                                                        | Filipinas                       | 32.000              | 302 (2022) / 55 (2023)        |
| 2017   | Insurreição islâmica em Moçambique                                                                | Moçambique · Tanzânia           | 6.000+              | 946 (2022) / 123 (2023)       |
| 2017   | Crise separatista nos Camarões                                                                    | Camarões                        | 6.000+              | 992 (2022) / 179 - 259 (2023) |
| 2018   | Guerra contra o narcotráfico em Bangladesh                                                        | Bangladesh                      | 800+                | 307 (2022) / 79 (2023)        |
| 2020   | Insurgência criminal das FRG9 no Haiti                                                            | Haiti                           | 400+                | 89 (2022) / 531 (2023)        |
| 2022   | Guerra contra as gangues em El Salvador                                                           | El Salvador                     | 111+                | 100 (2022) / 16 (2023)        |
| 2024   | Ofensiva no noroeste da Síria em 2024                                                             | Síria                           | 176                 | 176 (2024)                    |